# 小行星7216
小行星7216（英語：7216 Ishkov）是一颗围绕太阳公转的小行星。1977年8月21日，尼古拉·切爾尼赫在克里米亚发现了此天体。
这颗小行星的绝对星等为20.35496等。